# Ana Lorena Ochoa
Ana Lorena Ochoa Schöndube (1966) es una fotógrafa mexicana dedicada al trabajo en fotoperiodismo.

## Trayectoria
Estudió en la Escuela Activa de Fotografía en México.
Es una fotógrafa que ha participado en exposiciones propias y colectivas, en colaboración con museos como el Museo Universitario del Chopo, la Casa de la Cultura de Puebla y en el Centro Cultural de Tijuana (CECUT).
Ha trabajo en periódicos y revistas, como Reforma (periódico), Milenio, Cuarto Oscuro, Viceversa, Gatopardo, Expansión y la Revista de la Universidad de México.
En 2010 publica el libro "Zafra", donde documenta en un ensayo fotográfico de la producción azucarera. 

## Libros y exposiciones
Libros colectivos
- "Infancia" (2001)
- "160 años de fotografía en México" (2004)
- "Los que se quedan" (2008)

Exposiciones
- "Mujeres detrás de la lente. 100 años de creación fotográfica en México 1910 - 2010". Una exposición de 2011. que buscó denotar la fotografía desde la perspectiva femenina en el Museo Arocena.

## Premios
Se le otorgó en 2007 el primer lugar en la Segunda Bienal de Fotoperiodismo por su trabajo "Manos a la obra", en la cual, trabaja la creación de la escultura "Daphne" del artista mexicano Juan Soriano. 
En la Tercera Bienal de Fotoperiodismo por la categoría "Cultura, espectáculos y sociales" le brindan la "Mención honorífica", por su fotoreportaje "Los caminos de Rulfo", celebrada en febrero de 1999.